# 梅地庸之丞
梅地 庸之丞（うめち ようのすけ、1853年1月13日（嘉永5年12月4日） - 1925年（大正14年）6月5日）は、幕末の徳山藩士。大日本帝国陸軍軍人。最終階級は陸軍少将。位階勲等功級は正四位勲三等功四級。

## 経歴
徳山藩士・梅地央の子。1868年（明治元年9月）徳山藩献功隊1番小隊に属し戊辰戦争に従軍。奥羽征討軍に属し秋田藩土崎に上陸し大館、矢立峠、碇ヶ関を経て、箱館戦争にも加わった。奇兵隊の脱隊騒動の平定にも関与し1870年（明治3年）陸軍に出仕した。1874年（明治7年）5月、陸軍歩兵少尉に任官し、名古屋鎮台文庫主管、歩兵第6連隊小隊長、同連隊第2大隊第1中隊第4小隊長、名古屋鎮台軍法会議判士、総務局勤務を経て、1886年（明治19年）5月、大尉に進む。
ついで第1師団軍法会議判士、歩兵第1連隊中隊長、横浜大隊区副官、麻布大隊区副官、第1師団副官、留守第1師団副官、陸軍大臣副官、陸軍省副官を経て、1899年（明治32年）3月、中佐に昇り、総務局課員、靖国神社臨時大祭委員を経て、1903年（明治36年）1月、大佐に進級と同時に本郷連隊区司令官に任じた。日露戦争では後備第2師団隷下で動員され、1905年（明治38年）1月、後備歩兵第3連隊長に任じた。1907年（明治40年）5月、陸軍少将に進級と同時に臨時建築部本部高級部員に補され、1910年（明治43年）12月、後備役編入となり、1915年（大正4年）4月、退役した。大正14年6月5日卒。墓所は豪徳寺。

## 家族
- 父・梅地央 ‐ 徳山藩士
- 長男・梅地璉造 ‐ 陸軍軍人、工学士。東京帝国大学で造兵学を専攻、1904年に卒業後、東京砲兵工廠、八幡製鉄所勤務。岳父に子爵三浦梧楼。[5][6]

## 栄典
- 1895年（明治28年）11月18日 - 明治二十七八年従軍記章[7]
- 1902年（明治35年）5月10日 - 明治三十三年従軍記章[8]